# Donald Marshall Jr.
Donald Marshall Jr. (Sídney, 13 de septiembre de 1953-ib., 6 de agosto de 2009) fue un hombre mi'kmaq condenado injustamente por asesinato. Su caso inspiró una serie de cuestionamientos en contra del sistema de justicia canadiense, especialmente por tratarse de un indígena. De acuerdo con la Corporación Canadiense de Radiodifusión, el nombre Donald Marshall es prácticamente un sinónimo de “condena injusta” y de la lucha por los derechos indígenas en Canadá. Este caso también dio lugar al libro Justice Denied: The Law Versus Donald Marshall (Justicia denegada: La ley contra Donald Marshall), de Michael Harris, y posteriormente la película Justice Denied (Justicia denegada). Su padre, Donald Marshall Sr., fue Gran Jefe de la nación mi'kmaq desde 1964 y hasta su muerte en 1991.

## Juventud
Donald Marshall Jr. nació el 13 de septiembre de 1953 en la región mi'kmaq de Membertou, en Sydney, Nueva Escocia. Fue el mayor de los trece hijos de Donald Marshall Sr., Gran Jefe de la nación mi'kmaq y su esposa Caroline (née Googoo).  

## Condenado injustamente
Marshall fue sentenciado a cadena perpetua por asesinar a una conocida, Sandy Seale, en 1971. Marshall y Sale, de 17 años en ese entonces, caminaban al anochecer por el parque Wentworth, en Sídney, Nueva Escocia, con la intención de "emborracharse", según dijo Marshall en su juicio. Entonces se enfrentaron a Roy Ebsary, un hombre mayor con quien se cruzaron en el parque. Se produjo una pequeña pelea y Seale cayó herida de muerte tras ser acuchillada por Ebsary. Ebsary nunca admitió el haber acuchillado a Seale, y tras mentirle a la policía, ésta se enfocó en Marshall, quien anteriormente ya había tenido incidentes con la autoridad. La policía planteó que Marshall, en un ataqué de ira, asesinó a Seale. Desde un principio, las autoridades se mostraron decididos a comprobar la culpabilidad de Marshall.
Marshall pasó 11 años en prisión antes de ser absuelto por el Tribunal de Apelación de Nueva Escocia en 1983. Un testigo declaró que había visto a otro hombre apuñalar a Seale y varias declaraciones anteriores de testigos que acusaban a Marshall fueron retractadas. En esta apelación, que le absolvió del cargo de asesinato, se mostró que Marshall había mentido en su primer juicio sobre sus actividades y las de Seale en la noche de la muerte de ésta. La acusación era que él y Seale se habían acercado a Ebsary con la intención de robarle y estaban en el parque esa noche. Ebsary fue entonces juzgado y condenado por homicidio. Cuando la condena de Marshall fue anulada, el juez de la sentencia culpó a Marshall por fallas de la justicia, llamándolo "el autor de su propia mala suerte". Esto fue visto como un grave error en el reporte de la Comisión Real. Anne Derrick, consejera de la reina y una reconocida abogada luchadora por los derechos sociales, fungió como representante legal de Marshall. Clayton Ruby, de la Orden de Canadá, fue co-abogado de Marshall durante este proceso legal en 1989. 
El hecho de que el Fiscal de la Corona no proporcionara información completa a la defensa (declaraciones contradictorias y coaccionadas por los testigos porque creían que las pruebas no proporcionadas no tenían relación con el caso) produjo cambios en las leyes canadienses de evidencias con respeto a la divulgación. La fiscalía entonces debería de proporcionar la información completa sin determinar lo que puede ser útil para la parte defensora (eso le corresponderá determinar a la parte defensora). 

## Compensación y secuelas
Marshall finalmente recibió una pensión vitalicia de $1.5 millones en compensación. Su condena dio lugar a cambios en la Ley de Evidencias en Canadá, que fue enmendada para que cualquier evidencia obtenida se presentara a la defensa en la divulgación. Antes de este caso, los abogados de la Corona tenían discreción para presentar lo que determinaban que era pertinente a un caso. Después de 1983, el Fiscal de la Corona debe proporcionar toda evidencia, sin determinación sobre su utilidad. La razón de ser de la ley es que es más apropiado que la defensa determine qué puede o no ayudar a un acusado.
En respuesta, se formó una Comisión Real para investigar lo que había causado las fallas en el sistema de justicia. Esto condujo a un relevante caso sobre la independencia judicial en Canadá.

## Batalla por los derechos de pesca
Posteriormente, Marshall ganó aún mayor relevancia como el principal peticionario en el icónico caso R.v. Marshall (1999) 3 RCS 456 de la Corte Suprema de Canadá, con respecto a los derechos de los tratados que permitían a los indígenas capturar y vender pescado bajo los tratados pertinentes. El derecho del tratado fue establecido y Marshall fue absuelto.

## Arrestos posteriores
En enero de 2006, Marshall enfrentó cargos de intento de asesinato, amenazas de muerte y conducción peligrosa después de una fiesta de fin de año en la que fue acusado de atacar a un hombre con un vehículo. Los cargos fueron anulados después de que ambos hombres acordaron participar en un círculo curativo.